# Kordesiirosor
Kordesiirosor (Rosa Kordesii-Gruppen) är en grupp av rosor i familjen rosväxter. Gruppen består av framför allt komplexa hybrider med 'Max Graf'. Motsvarar beteckningen "Hybrid Kordesii" i Modern Roses 11.

## Sorter
- 'Champlain'
- 'Dortmund'
- 'Tantern' (Goldstern)
- 'Hamburger Phoenix'
- 'Korbe' (Heidelberg)
- 'Henry Kelsey'
- 'Ilse Krohn Superior'
- 'John Cabot'
- 'John Davis'
- 'Karlsruhe'
- 'Leverkusen'
- 'Morgengruss'
- 'Parkdirektor Riggers'
- 'Ritter von Barmstede'
- 'Kormax' (Rote Max Graf)
- 'Sympathie'
- 'Wilhelm Hansmann'
- 'William Baffin'

## Galleri

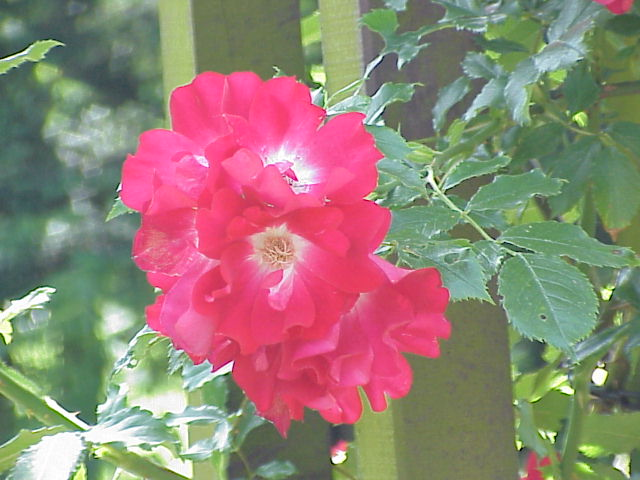
'Bad Neuenahr' (Kordes 1958)